# Troglodyte de Cobb
Troglodytes cobbi
Espèce
Statut de conservation UICN

 LC  : Préoccupation mineure
Le Troglodyte de Cobb (Troglodytes cobbi) est une espèce d'oiseau de la famille des Troglodytidae.
Cet oiseau est endémique des îles Malouines.